# السوريون في المملكة المتحدة
السوريون في المملكة المتحدة هم أشخاص نشأ تراثهم في سوريا ممن ولدوا في المملكة المتحدة أو يقيمون فيها.

## الديموغرافيا
سجل تعداد المملكة المتحدة لعام 2011, يوجد 8,526 شخصًا ذكروا أنهم ولدوا في سوريا ومقيمين في إنجلترا، و 322 في ويلز، و 379 في اسكتلندا, و 31 في أيرلندا الشمالية.

## مشاهير
هذه القائمة حسب الوظيفة ثم بالترتيب الأبجدي حسب الحرف الأول من الاسم الأخير.

### الممثلين والترفيه
- باتريك بلدي (مواليد 1971) ، ممثل وموسيقي، اشتهر بدوره في البرنامج البريطاني ‘The Office’.
- سعاد فارس (مواليد 1948) ، ممثلة، اشتهرت بأدوارها في مسلسل صراع العروش (الموسم السادس) وبرنامج راديو 4 على قناة BBC The Archers.

### الفنانين والمصممين
- خيرت الصالح (مواليد 1940), رسامة، خزف, زجاج، صانع طباعة
- موسى أيوب (1873-1955), رسام وفنان بورتريه بريطاني سوري المولد.[2]
- نبيل نايل: مصمم أزياء حائز على منحة Fashion Trust من مجلس الأزياء البريطاني والجمعية الملكية للفنون.

### الأكاديميا
- دينيس ويليام سياما (1926-1999) فيزيائي بريطاني من أصل سوري لعب، من خلال عمله وعمل طلابه، دوراً رئيسياً في تطوير الفيزياء البريطانية بعد الحرب العالمية الثانية.[3][4]
- كمال أبو ديب (مواليد 1942) أستاذ اللغة العربية بجامعة لندن

### الكتاب والصحفيين
- داني عبد الدايم, صحفي - مواطن من حمص, سوريا بين 2011-2012.
- رنا قباني, كاتبة ومذيعة ومؤرخة ثقافية
- عبد الله مراش (1839-1900) ، كاتب سوري شارك في العديد من مشاريع الصحف الصادرة باللغة العربية في لندن وباريس.
- مي بدر (مواليد 1968) رئيسة تحرير مجلة هي ونائبة رئيس تحرير مجلتي سيدتي والجميلة.
- مصطفى كركوتي: صحفي ومستشار إعلامي
- نديم نصار كاتب ومدير مؤسسة التوعية والكاهن البريطاني السوري الوحيد في كنيسة إنجلترا

### غير ذلك
- أسماء الأسد (مواليد 1975) ، السيدة الأولى لسوريا.[5][6]
- سامي خيامي, دبلوماسي سوري، سفير سوري سابق في لندن.
- شاها علي رضا (مواليد 1953) ، ليبية موظفة سابقة بالبنك الدولي.
- كفاح مقبل: جراح الثدي ومؤسسة جمعية سرطان الثدي الخيرية في المملكة المتحدة. في نوفمبر 2010, ورد اسمه في قائمة مجلة التايمز لأفضل الأطباء في بريطانيا.
- مصطفى سليمان: رائد أعمال وأحد مؤسسي شركة ديب مايند, التي اشترتها جوجل مقابل 400 مليون جنيه إسترليني في عام 2014.

## اقرأ أيضاً
الإسلام في المملكة المتحدة
الكرد في المملكة المتحدة
عرب بريطانيا